# Gaston (serie)
Gaston (även den arbetslöse hjälten) är en tecknad serie skapad av belgaren André Franquin 1957 och producerad fram till 1997. Serien handlar om den slöe och olycksdrabbade men uppfinningsrike kontorsarbetaren Gaston Lagaffe som driver sina kollegor på "Spirouförlaget" (franska: Dupuis) till vansinne med sina påhitt. Efternamnet Lagaffe betyder "blundern".
Sedan 1980-talet har Gaston figurerat på en rad olika typer av reklamartiklar.

## Historia
André Franquin (1924-1997) arbetade som huvudtecknare för den komiska äventyrsserien Spirou, under den tid som serien fick sina största framgångar, från 1946 fram till 1967. 1957 fick Franquin i uppdrag av chefredaktören Yvan Delporte att fylla några av serietidningen Spirous blanka sidor med skämtteckningar. Snart tog dock den late och olycksdrabbade figuren Gastons galna påhitt på redaktionen för tidningen fart och blev en av Franquins mest kända figurer. Rollfiguren Gaston Lagaffe anses ofta vara en av serievärldens första antihjältar - inte i betydelsen skurk utan i betydelsen hjälte utan klassiska hjältedrag.
Han var tecknad i samma stil som Spirou, men medan denna är en komisk äventyrsserie, så är Gaston en renodlad humorserie . Serierna gavs från början ut på restpapper, vilket ledde till att den första boken var låg och avlång. Efter att Gaston blev en succé har de givits ut i samma format som både Spirou och Tintin. Medarbetare och tuschare på många av Spirou- och Gaston-äventyren var kollegan och serieskaparen Jidéhem.

## Seriens namn
Internationellt har Gaston gått under många olika namn: Guust Flater på nederländska, Tomás el Gafe på spanska, Sergi Grapes på katalanska, Gastão Dabronca i vissa portugisiska översättningar, Gastón Sequivoc i Argentina, Gastono Lafuŝ på esperanto, Viggo på norska, Vakse Viggo på danska, Viggó Viðutan på isländska, Niilo Pielinen på finska, Gaša Šeprtlja på serbiska och Şapşal Gazi på turkiska. På svenska, tyska och grekiska användes enbart förnamnet Gaston. Under en kort period i Tyskland kallades han dock Jo-Jo. Serien har bara undantagsvis översatts till engelska.

## Figurerna omkring Gaston

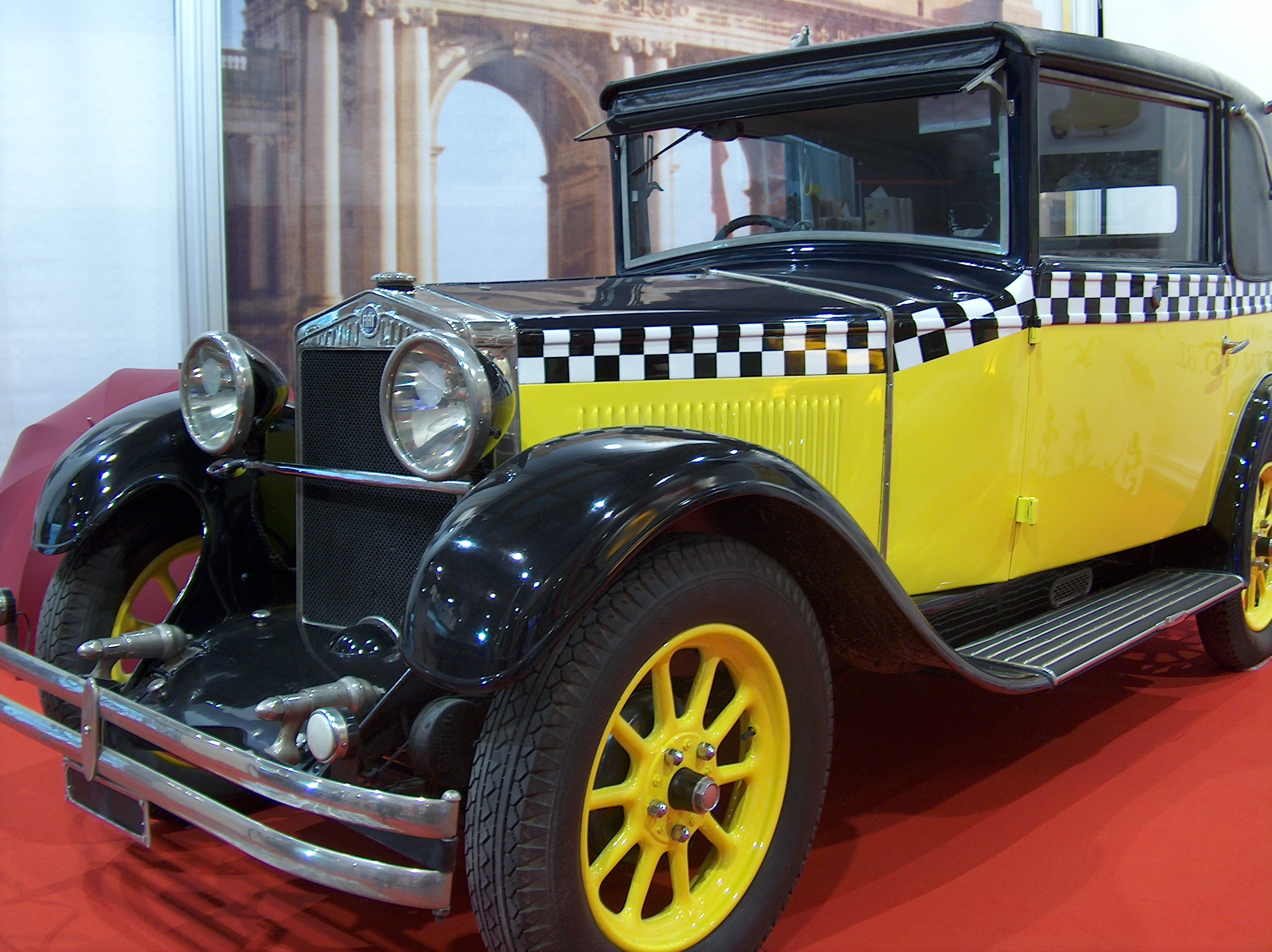
En Fiat 509, målad som den som Gaston kör i serien.

- Spirou - från början var han en av de som råkade illa ut av Gastons påhitt.
- Nicke - Gastons närmaste chef och ständig måltavla för Gastons experiment med mat (i bästa fall). När Franquin slutade teckna Spirou försvann Nicke ur "Gaston".
- Mossberg - redaktör; senare Nickes[1] efterträdare som Gastons närmaste chef. Använder det udda kraftuttrycket "Rogntudju!", en förvrängning av franskans "nom de Dieu!"[3]
- Pettersson/Streckman - tecknare som oftast har stor tidspress på sig för att hinna med en deadline.
- Jeanette - rödhårig kollega som är kär i Gaston. Gaston drömmer om henne och uppvaktar henne men deras relation antyds mest och blir kvar på ett oskyldigt plan.
- direktör Gyllenhammer - som kommer till Gastons arbetsplats för att få skriva på ett kontrakt och alltid misslyckas på grund av Gaston.
- konstapel Batong - som gärna ger Gaston böter för hans miljövidriga bil och alltid råkar illa ut.
- Gastons fågel - en skrattmås med mycket dåligt humör och vass näbb.
- Gastons katt - som gärna jagar saker genom kontoret.
- tant Hortensia - som ofta ber Gaston om hjälp med att laga trasiga saker, men som aldrig finns med i bild.
- Mick Janson/Julius hos Smith mittemot - kollega på kontoret mittemot som Gaston inte får umgås med på arbetstid vilket ibland resulterar i idérika uppfinningar av Gaston så de kan kommunicera under kontorstid.
- Elvis Lundin/Bernard Blunder - Gastons kompis som ofta är väldigt deprimerad.
- Herr Mummel - ekonomichef som ofta irriterar sig på Gaston.
- direktören/direktör Dyppel - Spirouförlagets högste chef, vars ansikte aldrig syns i bild. Hans svenska namn nämns en enda gång, i det allra första albumet. I senare översättningar i tidningen "Uti vår hage" har man behållit hans franska originalnamn Dupuis. I nyöversättningen i "Den kompletta samlingen" heter han direktör Dyppel.

I det franska originalet är det just serietidningen Spirou som är Gastons arbetsplats. Eftersom den inte ges ut i Sverige, har de svenska översättarna döpt om arbetsplatsen till "Spirouförlaget".

## Svenska album
Den svenska albumutgivningen innefattar bland annat 18 numrerade album utgivna 1976–1988 (se nedan). Dessutom kom 1974 en första, onumrerad albumutgåva. Senare har en samlingsutgivning genomförts (påbörjats).
1. Olycksfågeln i högform
2. Kontorets skräck
3. Panik i kubik
4. Kalabalik på kontoret
5. Den jättehäftiga dårfinken
6. Katastrofernas konung
7. Knasgänget
8. Tokstollen i praktslag
9. Dundertabbar i kvadrat
10. Dårpippi på kontoret
11. Fiffighetsfantomen
12. Höjden av trubbel
13. Missar i massor
14. Snilleblixtar och fnåsknedslag
15. Fåntratten i farten
16. Briljanta bravader
17. Godnatt, Gaston
18. Galna tider

### Pocketutgivning
Pocketutgivningen följer den franska utgivningen. Till exempel motsvarar nummer 1 i pocketversion de stora albumen 9 och 10.
1. Tidernas tokbok
2. Klantarnas klant
3. Toner för tokstollar
4. Nu galer knäppgöken
5. Länge leve latmasken

### Den kompletta samlingen
Med start 2018 har förlaget Cobolt inlett utgivning av Gastons samlade skämt i kronologisk ordning med digital färgläggning som utgår från Franquins egna färganvisningar. De sex inbundna volymerna rymmer förutom samtliga serier ett rikt extramaterial i form av artiklar, skisser, reklamteckningar och mycket mer. För nyöversättningen står Björn Wahlberg, som även översatt Tintin, Linda och Valentin och Blake och Mortimer.
1. Volym 1: 1957–1962 (skämt nr 1–224), Cobolt 2018
2. Volym 2: 1962–1966 (skämt nr 225-427), Cobolt 2019
3. Volym 3: 1966–1969 (skämt nr 428-549), Cobolt 2019
4. Volym 4: 1969–1971 (skämt nr 550-673), Cobolt 2020
5. Volym 5: 1971–1974 (skämt nr 674-804), Cobolt
6. Volym 6: 1974–1996 (skämt nr 805-913), Cobolt

## Några uppfinningar och experiment
- Elefantofonen eller Gastofonen - ett "musik"-instrument som orsakar stor irritation hos omgivningen. Klangfull vibration med maximal resonans som har förmåga att krossa glas på flera mils avstånd.
- Gastomobilen - en trampdriven kontorsstol så Gaston kan ta sig fram snabbt och bekvämt i kontorskorridorerna.
- Gastondockan - en gummidocka som så liknar Gaston på pricken att han kan smyga undan och ta tupplurar medan Nicke/Mossberg tror att han sitter och arbetar.
- Gastons kemiska experiment - Gaston utför gärna kemiska experiment på kontoret för att uppfinna nya fantastiska produkter som till exempel tvål, rengöringsmedel, färger, syntetmaterial och så vidare. Men i regel resulterar experimenten i kraftfulla explosioner vilket har gjort så det lokala brandförsvaret har infört en speciell katastrofberedskap bara för Spirouförlaget.
- Gastons matlagning - Gaston är en "nyskapande" kock med rätter som torsk i jordgubbssås och soppan som färgade luften på hela redaktionen röd. Ofta medför matlagningen olägenheter för den övriga personalen på Spirouförlaget varför den då sker i lönndom för att Mossberg inte ska kunna stoppa honom.

## Filmatiseringar
2009 gjordes det en tecknad teveserie
1981 gjordes Fais gaffe à la gaffe!, en spelfilm baserad på serien, regisserad av Paul Boujenah med Roger Miremont som Gaston. 2018 gjordes Gaston Lagaffe, en spelfilm regisserad av Pierre-François Martin-Laval med Théo Fernandez som Gaston.